# Grand Prix automobile de France 1956
GP précédent GP suivant
Le Grand Prix de France 1956 (XLIIe Grand Prix de l'A.C.F.), disputé sur le circuit de Reims-Gueux le 1er juillet 1956, est la cinquante-troisième épreuve du championnat du monde de Formule 1 courue depuis 1950 et la cinquième manche du championnat 1956.

## Contexte avant le Grand Prix

### Le championnat du monde
Si les deux premières années de la Formule 1 2,5 litres (moteur 2 500 cm3 atmosphérique ou 750 cm3 suralimenté, carburant libre) avaient été nettement dominées par Mercedes-Benz, le retrait de la compétition de la marque allemande fin 1955
a changé la donne, et la saison 1956 se résume en un duel entre les constructeurs italiens Ferrari et Maserati. Récent vainqueur en Belgique sur Ferrari, le jeune pilote britannique Peter Collins partage la tête du championnat avec son compatriote Stirling Moss (Maserati), victorieux à Monaco. Malchanceux lors de la dernière épreuve, le triple champion du monde Juan Manuel Fangio, principal atout de la Scuderia Ferrari, ne compte toutefois que deux points de retard et la course au titre reste très ouverte. 
Les constructeurs britanniques BRM et surtout Vanwall ont conçu des monoplaces très prometteuses qui, fiabilisées, pourraient à terme menacer la suprématie italienne. BRM a différé les débuts en championnat de sa petite P25, mais les progrès constants de Vanwall, concrétisés par la belle quatrième place d'Harry Schell en Belgique, sont porteurs d'espoirs outre-Manche. Du côté des constructeurs français, outre Gordini qui malgré ses faibles moyens maintient courageusement une présence en Grand Prix, l’événement est le retour de la marque Bugatti, qui aligne une toute nouvelle monoplace à moteur central arrière.

### Le circuit

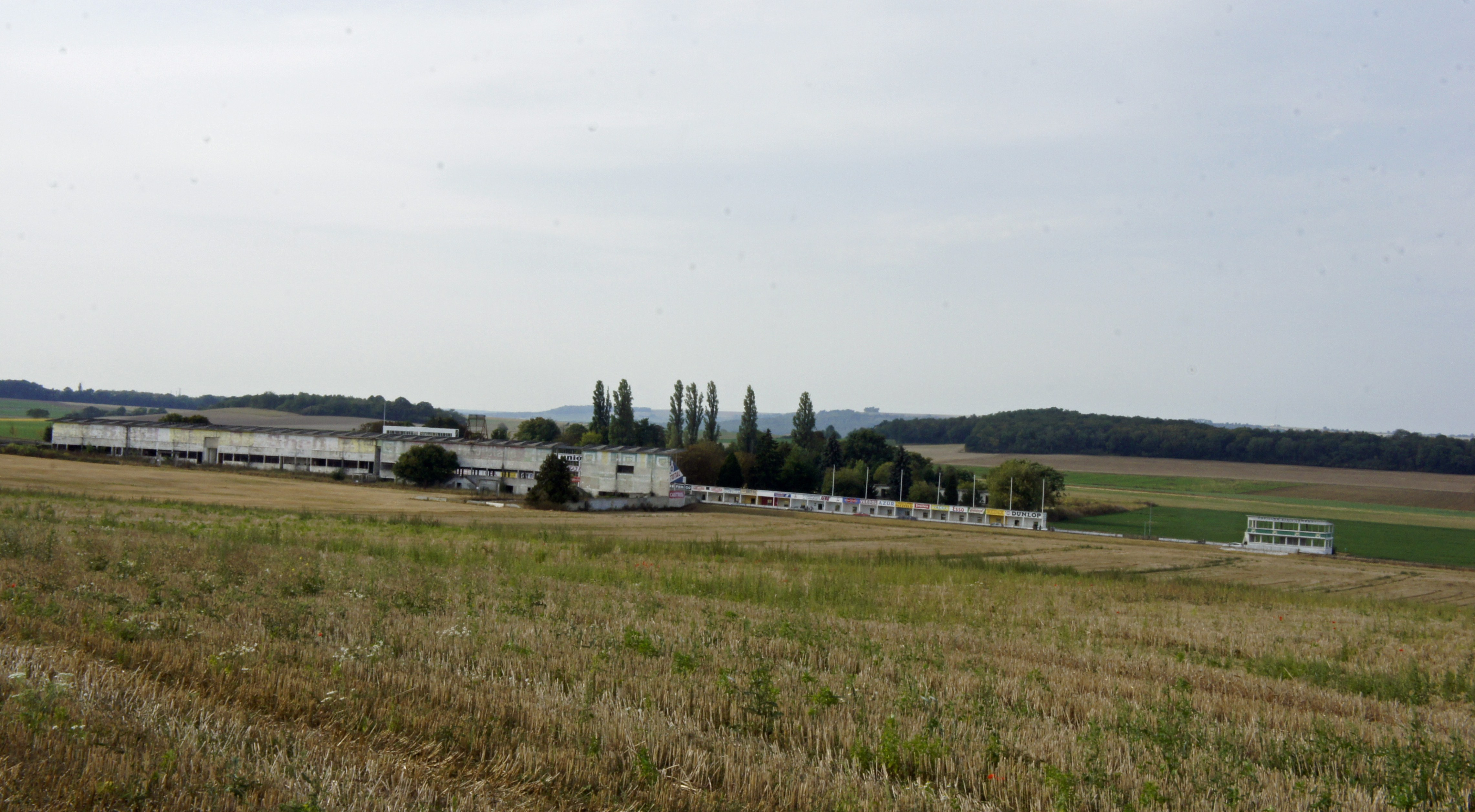
La tribune principale et les stands du circuit de Reims-Gueux

Inauguré en 1926 à l'occasion du Grand Prix de la Marne, le circuit de Reims-Gueux est une piste triangulaire développant plus de huit kilomètres, comportant de longues lignes droites. Son tracé a été retouché en 1952 et 1953, avec l'adjonction d'une bretelle évitant la traversée du village de Gueux, à l'initiative du directeur du circuit 'Toto' Roche, désireux d'en faire le tracé routier le plus rapide d'Europe. Chaque premier week-end de juillet, le circuit de Reims est le théâtre de deux grandes épreuves internationales : les 12 Heures de Reims, réservées aux voitures de sport, dont le départ est donné la samedi à minuit, et le Grand Prix de l'A.C.F. le dimanche après-midi. Annulé l'année précédente à la suite de la catastrophe du Mans, le meeting champenois a repris sa place au calendrier 1956 et les organisateurs espèrent bien voir leur piste redevenir la plus rapide d'Europe : en 1954 Hans Herrmann, actuel détenteur du record du tour en course, avait tourné à 195,5 km/h de moyenne sur sa Mercedes, soit 4 km/h de moins que le record établi par Stirling Moss lors du dernier Grand Prix automobile de Belgique à Francorchamps.

## Monoplaces en lice
- Ferrari Lancia D50 "Usine"

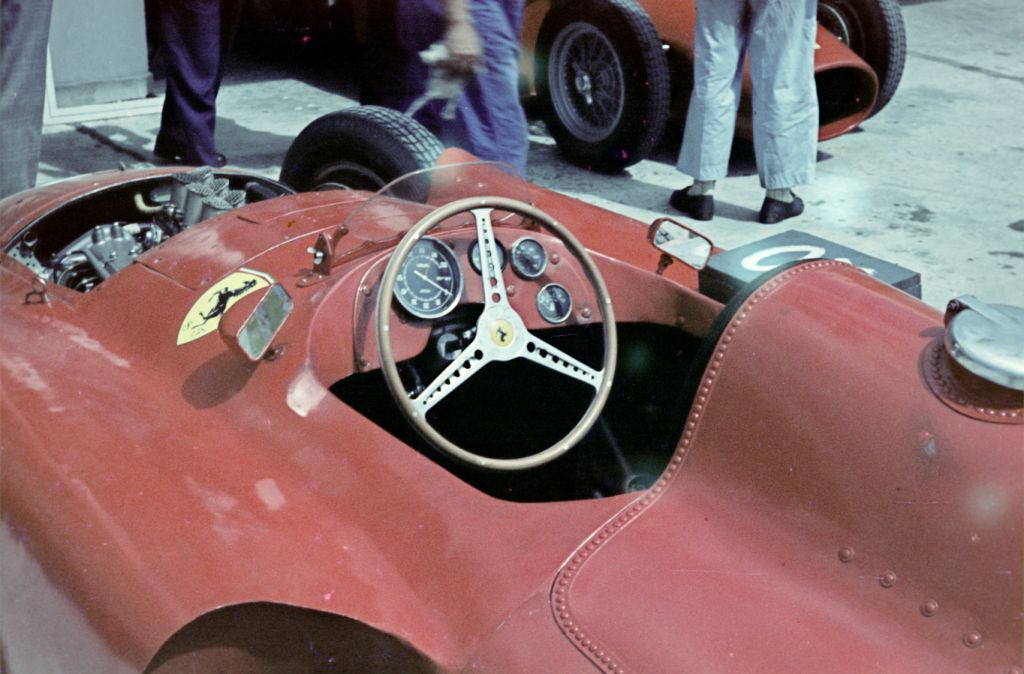
La Ferrari-Lancia D50, ici en configuration 'Syracuse', avec coffrages latéraux intégrés à la carrosserie.

La Scuderia Ferrari a amené six D50, d'origine Lancia : cinq en configuration 'Syracuse' (réservoir principal dans la pointe arrière, coffrages latéraux intégrés au fuselage comportant les sorties d'échappement et de petits réservoirs d'appoint), la sixième étant une version aérodynamique, comportant un carénage avant et un profilage arrière recouvrant les roues. Ces voitures de 640 kg sont équipées d'un moteur V8 délivrant 280 chevaux à 8000 tr/min. Juan Manuel Fangio, Eugenio Castellotti et Peter Collins sont épaulés par Alfonso de Portago (qui fait ses débuts en championnat) et Olivier Gendebien, alors que Luigi Musso n'est toujours pas rétabli de son accident survenu lors des 1 000 kilomètres du Nürburgring.
- Maserati 250F "Usine"

Cinq 250F ont été engagées par le constructeur de Modène. On retrouve la même équipe de pilotes qu'au Grand Prix de Belgique (Stirling Moss, Jean Behra, Cesare Perdisa et Francisco Godia), auxquels est venu s'adjoindre le vétéran italien Piero Taruffi. Pesant 620 kg, ces monoplaces sont équipées d'un moteur six cylindres en ligne, alimenté par trois carburateurs et développant près de 270 chevaux à 7600 tr/min, seule la voiture de Perdisa disposant d'une alimentation par injection. Les Maserati sont également très prisées des pilotes indépendants : à Reims, Louis Rosier, André Simon, Luigi Villoresi et Horace Gould s'alignent sur des 250F privées.
- Vanwall VW56 "Usine"

Trois voitures ont été engagées par le constructeur britannique Tony Vandervell. Harry Schell pilote la VW1 qui lui avait valu la quatrième place en Belgique. Le second châssis (VW2) aurait dû être confié à Maurice Trintignant, mais le pilote français a un contrat prioritaire avec Bugatti, qui effectue sa rentrée à Reims. Il est remplacé par Mike Hawthorn, libre à la suite du forfait de BRM pour cette course. Après avoir envisagé de confier sa troisième voiture (VW3) à Wolfgang von Trips, Vandervell a finalement décidé de donner sa chance à Colin Chapman, très impliqué dans la conception des Vanwall '1956', et auteur de performances prometteuses en essais privés à Goodwood. Très allégées, les versions '56' pèsent 570 kg à vide (650 kg avec eau, huile et un minimum de carburant). Leur carrosserie profilée a été dessinée par Frank Costin, un collaborateur de Chapman. Le moteur à quatre cylindres en ligne a été retravaillé par Harry Weslake ; alimenté par injection, il développe plus de 280 chevaux. Disposant d'une boîte cinq vitesses et de freins à disques, les Vanwall sont les monoplaces les plus véloces du plateau.
- Bugatti Type 251 "Usine"

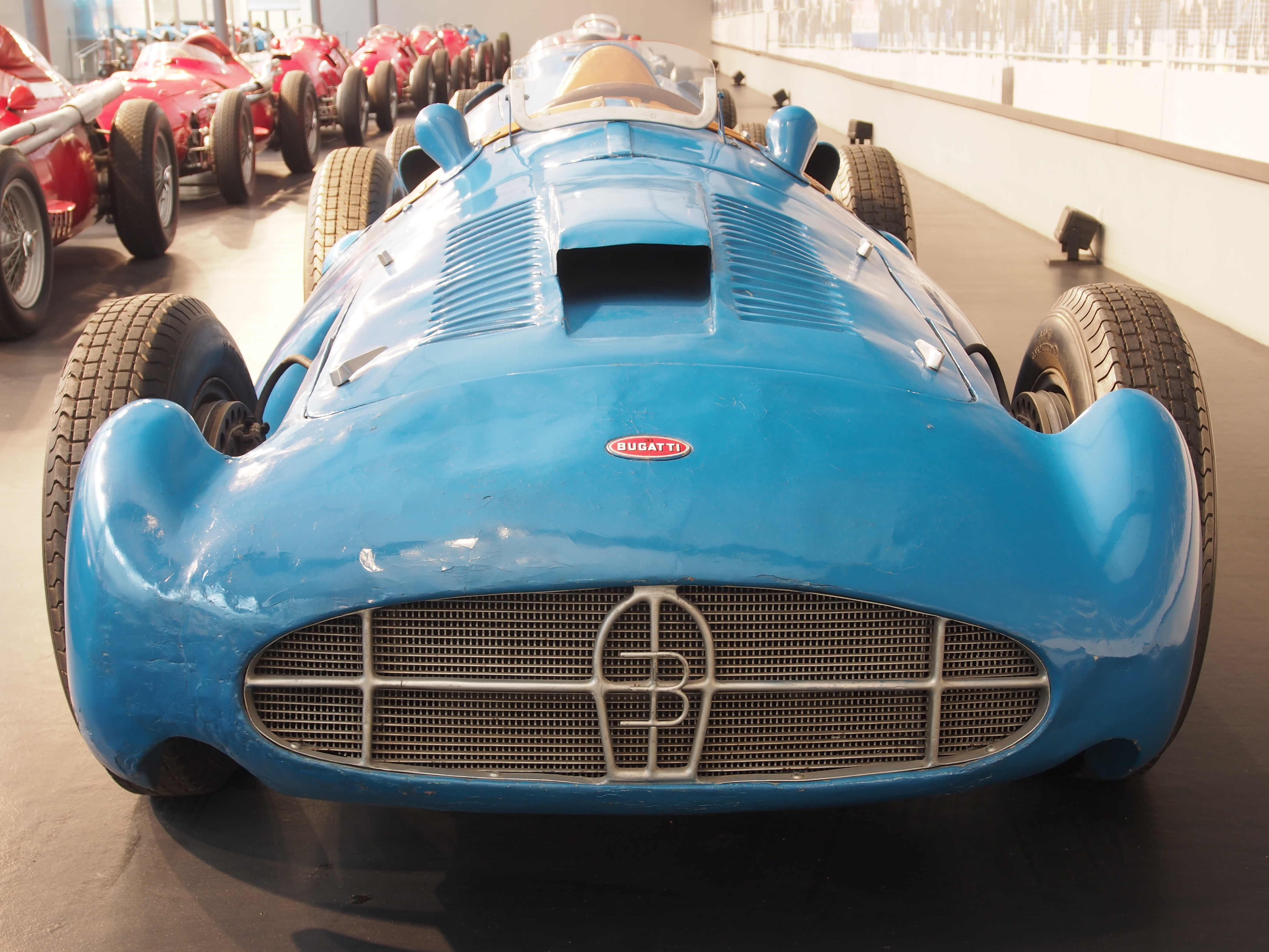
La Bugatti Type 251 (ici la première version, construite en 1955)

Poussée par les organisateurs français, la célèbre marque de Molsheim effectue à Reims sa rentrée en compétition. Maurice Trintignant dispose de deux monoplaces Type 251 à moteur huit cylindres en position centrale arrière. Le premier châssis, équipé d'un moteur basse compression (taux de 9:1, environ 225 chevaux), sert de voiture de développement, les premiers essais sur piste ayant débuté en novembre 1955. La deuxième voiture vient d'être achevée. Elle se distingue du premier prototype par des lignes beaucoup plus fluides et un moteur plus performant (taux de compression de 12,5:1, puissance théorique de 265 chevaux à 7500 tr/min), mais faute de mise au point ce moteur n'a pas dépassé 245 chevaux lors des derniers essais au banc. La 251 pèse environ 750 kg à vide.
- Gordini T32 "Usine"

Amédée Gordini a engagé ses deux T32 à moteur huit cylindres, qui affichent une partie avant (calandre et carénage des roues) affinée par rapport aux versions vues au Grand Prix de Monaco. Ces monoplaces pèsent plus de 700 kg à vide, pour une puissance d'environ 245 chevaux, et se révèlent nettement moins rapides que leurs concurrentes italiennes et britanniques. Elles sont pilotées par Robert Manzon et Hermano da Silva Ramos.
- Gordini T16 "Usine"

Le 'Sorcier' a également engagé une ancienne T16 à moteur six cylindres pour André Pilette. Elle est plus légère (environ 600 kg) que la 'huit cylindres', mais avec seulement 210 chevaux ce modèle ne peut espérer aucun résultat tangible sur ce circuit rapide.
- BRM P25 "Usine"

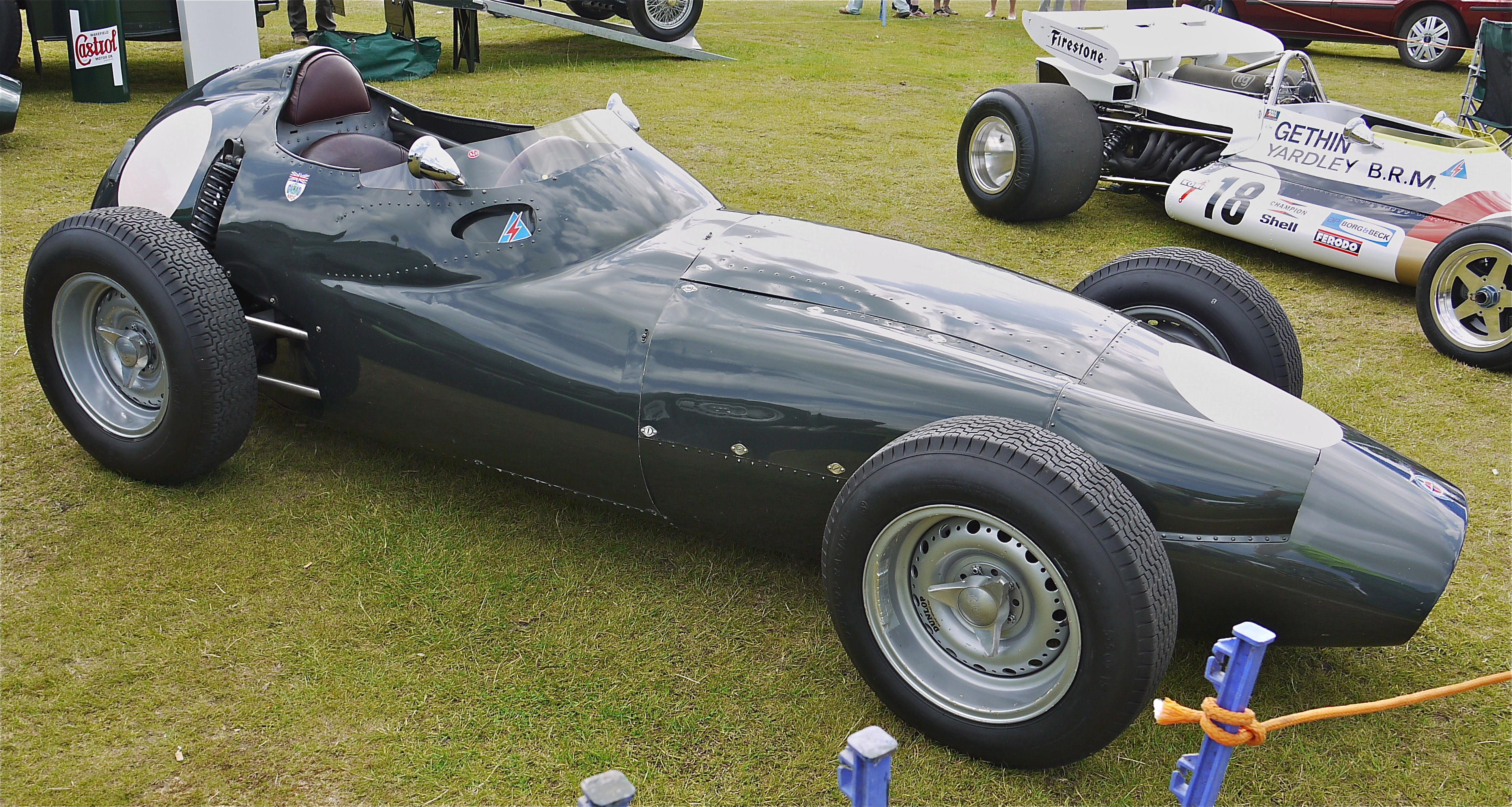
Les BRM P25 effectueront leur rentrée au prochain Grand-Prix de Grande-Bretagne.

L'équipe de Bourne avait initialement engagé deux petites P25, à moteur quatre cylindres (260 à 270 chevaux à 9000 tr/min), monoplaces très légères (à peine plus de 550 kg à vide) se singularisant par un frein arrière agissant directement sur l'arbre de transmission. Les casses moteurs successives survenues lors des essais du Grand Prix de Monaco ont incité les dirigeants de la marque à déclarer forfait, et les pilotes Mike Hawthorn et Tony Brooks vont devoir attendre le prochain Grand Prix de Grande-Bretagne pour retrouver leur volant.
- Connaught

Tout comme BRM, Connaught n'effectuera sa rentrée officielle qu'au prochain Grand Prix de Grande-Bretagne.
Présent à Francorchamps sur sa Connaught Type B privée, le pilote italien Piero Scotti était également engagé à Reims, mais a finalement déclaré forfait.

## Coureurs inscrits
| no     | Pilote                 | Écurie                    | Constructeur | Modèle                                                          | Moteur      | Pneumatiques |
| ------ | ---------------------- | ------------------------- | ------------ | --------------------------------------------------------------- | ----------- | ------------ |
| 2      | Stirling Moss          | Officine Alfieri Maserati | Maserati     | Maserati 250F                                                   | Maserati L6 | P            |
| 4      | Jean Behra             | Officine Alfieri Maserati | Maserati     | Maserati 250F                                                   | Maserati L6 | P            |
| 6      | Cesare Perdisa         | Officine Alfieri Maserati | Maserati     | Maserati 250F                                                   | Maserati L6 | P            |
| 8      | Piero Taruffi          | Officine Alfieri Maserati | Maserati     | Maserati 250F                                                   | Maserati L6 | P            |
| 10     | Juan Manuel Fangio     | Scuderia Ferrari          | Ferrari      | Ferrari Lancia D50 'Syracuse'                                   | Ferrari V8  | E            |
| 12 T   | Eugenio Castellotti    | Scuderia Ferrari          | Ferrari      | Ferrari Lancia D50 'Syracuse' Ferrari Lancia D50 'Aerodinamica' | Ferrari V8  | E            |
| 14     | Peter Collins          | Scuderia Ferrari          | Ferrari      | Ferrari Lancia D50 'Syracuse'                                   | Ferrari V8  | E            |
| 16     | Alfonso de Portago     | Scuderia Ferrari          | Ferrari      | Ferrari Lancia D50 'Syracuse'                                   | Ferrari V8  | E            |
| 18     | Mike Hawthorn          | Owen Racing Organisation  | BRM          | BRM P25                                                         | BRM L4      | D            |
| 20     | Tony Brooks            | Owen Racing Organisation  | BRM          | BRM P25                                                         | BRM L4      | D            |
| 22     | Harry Schell           | Vandervell Products       | Vanwall      | Vanwall VW56                                                    | Vanwall L4  | P            |
| 24     | Mike Hawthorn          | Vandervell Products       | Vanwall      | Vanwall VW56                                                    | Vanwall L4  | P            |
| 26     | Colin Chapman          | Vandervell Products       | Vanwall      | Vanwall VW56                                                    | Vanwall L4  | P            |
| 28 28T | Maurice Trintignant    | Automobiles Bugatti       | Bugatti      | Bugatti Type 251 'Évolution'                                    | Bugatti L8  | E            |
| 30     | Robert Manzon          | Équipe Gordini            | Gordini      | Gordini T32                                                     | Gordini L8  | E            |
| 32     | Hermano da Silva Ramos | Équipe Gordini            | Gordini      | Gordini T32                                                     | Gordini L8  | E            |
| 34     | André Pilette          | Équipe Gordini            | Gordini      | Gordini T16                                                     | Gordini L6  | E            |
| 36     | Louis Rosier           | Écurie Rosier             | Maserati     | Maserati 250F                                                   | Maserati L6 | P            |
| 38     | Luigi Villoresi        | Luigi Piotti              | Maserati     | Maserati 250F                                                   | Maserati L6 | P            |
| 40     | Francisco Godia        | Officine Alfieri Maserati | Maserati     | Maserati 250F                                                   | Maserati L6 | P            |
| 42     | André Simon            | Privé                     | Maserati     | Maserati 250F                                                   | Maserati L6 | P            |
| 44     | Olivier Gendebien      | Scuderia Ferrari          | Ferrari      | Ferrari Lancia D50 'Syracuse'                                   | Ferrari V8  | E            |
| 46     | Horace Gould           | Gould's Garage            | Maserati     | Maserati 250F                                                   | Maserati L6 | P            |
| 48     | Piero Scotti           | Privé                     | Connaught    | Connaught Type B                                                | Alta L4     | P            |

- La lettre T identifie le mulet (T car). Uniquement utilisée lors des essais, la version carénée ('Aerodinamica') de la Ferrari D50 portait alors le numéro 16[9].
- Premier pilote de l'équipe BRM, Mike Hawthorn était initialement engagé sur une P25 de la marque, sous le n°18. À la suite du forfait de son équipe, il a été appelé à piloter la Vanwall n°24, en remplacement de Maurice Trintignant parti chez Bugatti.

## Qualifications
Trois journées de qualification sont prévues, du mercredi au vendredi. Certains pilotes ont pu profiter de la piste avec les séances qualificatives, dont Maurice Trintignant, au volant de la seconde Bugatti ('Evolution') ; la jugeant à court de mise au point, il se rabattra toutefois sur la première version pour disputer les essais officiels.

### Séance du mercredi 27 juin
Les organisateurs offrent une récompense de cent bouteilles de champagne au premier pilote à tourner à plus de 200 km/h de moyenne, aussi les pilotes présents le mercredi se mettent-ils immédiatement en action. Profitant des longues lignes droites, les Vanwall d'Harry Schell et de Mike Hawthorn se montrent très rapides, et Hawthorn va s'octroyer les cent bouteilles, avec un meilleur tour en 2 min 29 s 0 (environ 200,5 km/h). Il ne va pas en rester là, améliorant encore de deux secondes sa performance. Schell n'est pas en reste, et finit par battre son coéquipier de deux dixièmes de secondes en testant la troisième voiture, dévolue à Colin Chapman. C'est toutefois Peter Collins qui va se montrer le plus rapide de la journée, tournant en fin de séance en 2 min 25 s 6 (plus de 205 km/h) sur sa Ferrari. Eugenio Castellotti a tourné avec la Ferrari carénée, bénéficiant d'une meilleure vitesse de pointe, mais la voiture est très difficile à maîtriser à cause d'une grande sensibilité au vent latéral et le pilote italien n'accomplit que quelques tours avec cette version.

### Séance du jeudi 28 juin

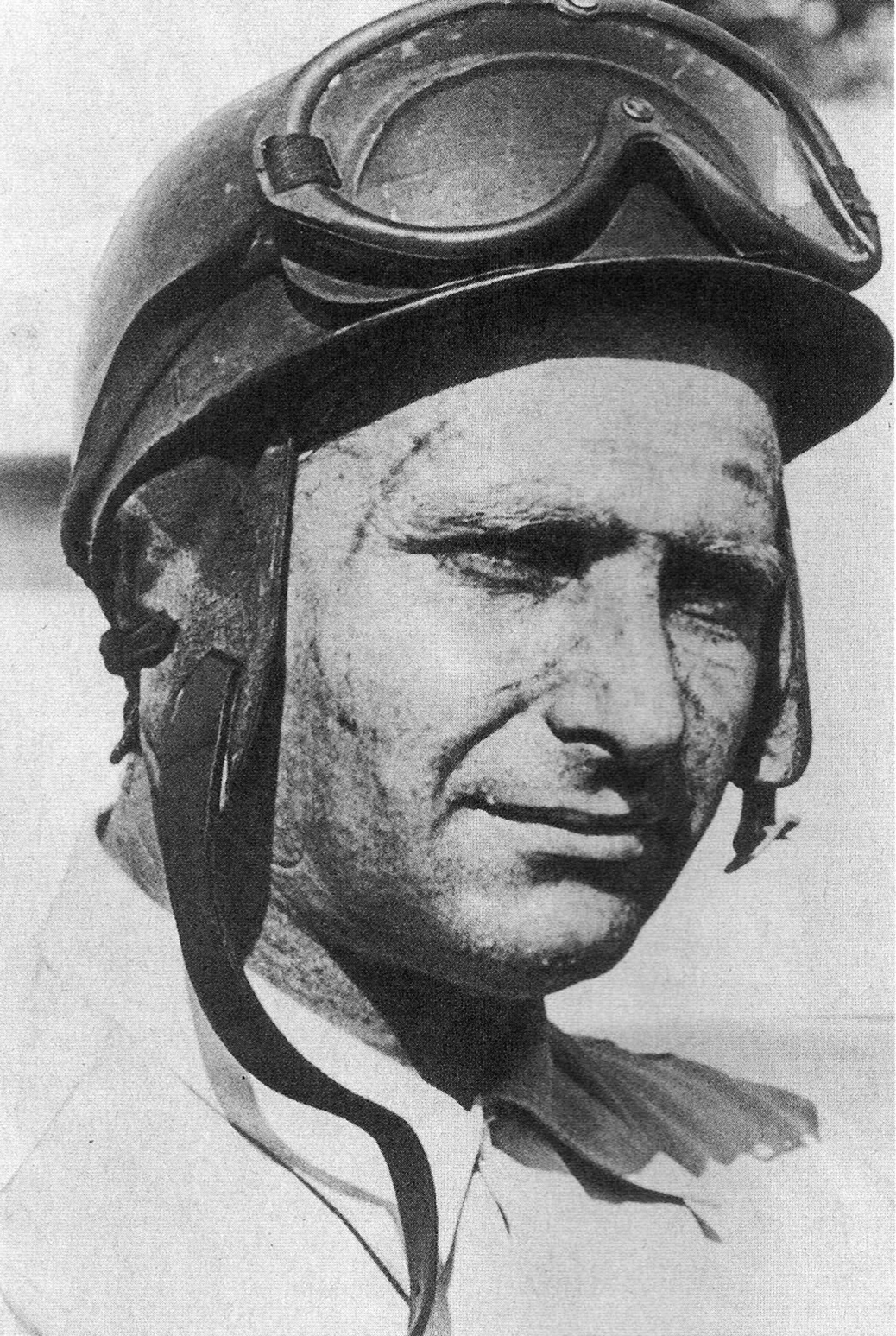
Juan Manuel Fangio a une nouvelle fois surclassé ses adversaires lors des qualifications.

L'arrivée de Juan Manuel Fangio (Ferrari) et de Stirling Moss (Maserati) donne à cette seconde journée qualificative une importance capitale, l'explication entre les deux champions promettant une nette amélioration des temps réalisés la veille. Toutefois, les Maserati se montrent décevantes sur le circuit de Reims, et Moss va rester en deçà des 200 km/h de moyenne au tour, assez loin des Ferrari et même devancé par son coéquipier Jean Behra. De son côté, Fangio tourne avec aisance et se montre une nouvelle fois inapprochable. L'observant au passage de la première courbe à droite aussitôt les stands, ses adversaires constatent avec étonnement qu'il la passe en dérive sans lever le pied, avec une vitesse de passage de 257 km/h. Une performance d'autant plus remarquable que, de retour au stand, il fait constater à ses mécaniciens que sa cinquième vitesse sautait et qu'il était obligé de contrôler d'une seule main, l'autre maintenant le sélecteur ! Empruntant ensuite la voiture de son coéquipier Collins, il réalise peu après le chrono remarquable de 2 min 23 s 3, à plus de 208,5 km/h de moyenne, qui restera de loin la meilleure performance de la journée.
Après la prometteuse séance de la veille, la journée est beaucoup plus sombre au sein de l'équipe Vanwall : Hawthorn fait découvrir le circuit à son coéquipier Colin Chapman. Les deux monoplaces roulent de concert lorsqu'au freinage du virage de Thillois, Chapman bloque une roue et percute l'arrière de la voiture d'Hawthorn, qui parvient toutefois à éviter la sortie de piste en prenant l'échappatoire. Quant à Chapman, en perdition, il heurte deux pylônes en ciment, endommageant fortement sa monoplace ! Il n'est pas blessé, mais le bilan est lourd et malgré les mots d'apaisement du patron Tony Vandervell, la très éphémère carrière de pilote F1 de la nouvelle recrue s'achève brusquement, sa voiture n'étant pas réparable pour la course.

### Séance du vendredi 29 juin
La dernière séance de qualification permet à Castellotti, au volant de sa voiture habituelle sans carénage , de se mettre en évidence, avec un temps de 2 min 24 s 6 (206,7 km/h), meilleure performance du jour, à un plus d'une seconde toutefois de celle réalisée la veille par son chef de file. Trois Ferrari partiront donc en première ligne, Fangio et Collins encadrant Castellotti. Les Maserati n'ont pas amélioré, Behra et Moss étant précédés par les Vanwall de Schell et Hawthorn (la voiture de ce dernier a pu être réparée).
Pour son retour, Bugatti a déçu. Malgré ses efforts et le montage du nouveau moteur, Trintignant est à plus de 18 secondes des meilleures Ferrari et s'élancera de l'avant-dernière ligne, sur une voiture très instable et manquant cruellement de mise au point. Pour une fois épargnées par les problèmes, les Gordini ont tourné régulièrement, nettement dominées toutefois par les monoplaces italiennes et britanniques. Hermano da Silva Ramos et Robert Manzon s'élanceront de la sixième ligne, devant la Bugatti, tandis que leur coéquipier André Pilette partira en fond de grille.

### Résultats
| Pos. | Pilote                 | Écurie   | Temps        | Écart    | Note |
| ---- | ---------------------- | -------- | ------------ | -------- | --- |
| 1    | Juan Manuel Fangio     | Ferrari  | 2 min 23 s 3 | -        | Temps réalisé le jeudi sur la Ferrari n°14 de Collins (Fangio a réalisé 2 min 24 s 9 sur sa Ferrari n°10) |
| 2    | Eugenio Castellotti    | Ferrari  | 2 min 24 s 6 | + 1 s 3  | |
| 3    | Peter Collins          | Ferrari  | 2 min 25 s 6 | + 2 s 3  | Temps non retenu, Fangio ayant réalisé 2 min 23 s 3 sur la même voiture                                   |
| 4    | Harry Schell           | Vanwall  | 2 min 26 s 1 | + 2 s 8  | |
| 5    | Harry Schell           | Vanwall  | 2 min 26 s 8 | + 3 s 5  | Temps réalisé le mercredi sur la Vanwall n°26 de Chapman (temps de Chapman non retenu)                    |
| 6    | Mike Hawthorn          | Vanwall  | 2 min 27 s 0 | + 3 s 7  | |
| 7    | Jean Behra             | Maserati | 2 min 27 s 8 | + 4 s 5  | |
| 8    | Stirling Moss          | Maserati | 2 min 29 s 9 | + 6 s 6  | |
| 9    | Alfonso de Portago     | Ferrari  | 2 min 30 s 9 | + 7 s 6  | |
| 10   | Luigi Villoresi        | Maserati | 2 min 33 s 3 | + 10 s 0 | |
| 11   | Olivier Gendebien      | Ferrari  | 2 min 34 s 5 | + 11 s 2 | |
| 12   | Louis Rosier           | Maserati | 2 min 35 s 3 | + 12 s 0 | |
| 13   | Piero Taruffi          | Maserati | 2 min 35 s 6 | + 12 s 3 | |
| 14   | Hermano da Silva Ramos | Gordini  | 2 min 35 s 9 | + 12 s 6 | |
| 15   | Robert Manzon          | Gordini  | 2 min 36 s 0 | + 12 s 7 | |
| 16   | Cesare Perdisa         | Maserati | 2 min 36 s 4 | + 13 s 1 | |
| 17   | Francisco Godia        | Maserati | 2 min 40 s 4 | + 17 s 1 | |
| 18   | Maurice Trintignant    | Bugatti  | 2 min 41 s 9 | + 18 s 6 | |
| 19   | André Pilette          | Gordini  | 2 min 46 s 8 | + 23 s 5 | |
| 20   | André Simon            | Maserati | 2 min 47 s 9 | + 24 s 6 | |

## Grille de départ du Grand Prix
| 1re ligne | Pos. 1                           |                                 | Pos. 2                           |                                  | Pos. 3                         |
|           | Fangio* Ferrari 2 min 23 s 3     |                                 | Castellotti Ferrari 2 min 24 s 6 |                                  | Collins* Ferrari 2 min 24 s 9  |
| 2e ligne  |                                  | Pos. 5                          |                                  | Pos. 4                           |                                |
|           |                                  | Emplacement vide                |                                  | Schell Vanwall 2 min 26 s 1      |                                |
| 3e ligne  | Pos. 8                           |                                 | Pos. 7                           |                                  | Pos. 6                         |
|           | Moss Maserati 2 min 29 s 9       |                                 | Behra Maserati 2 min 27 s 8      |                                  | Hawthorn Vanwall 2 min 27 s 0  |
| 4e ligne  |                                  | Pos. 10                         |                                  | Pos. 9                           |                                |
|           |                                  | Villoresi Maserati 2 min 33 s 3 |                                  | Portago Ferrari 2 min 30 s 9     |                                |
| 5e ligne  | Pos. 13                          |                                 | Pos. 12                          |                                  | Pos. 11                        |
|           | Taruffi Maserati 2 min 35 s 6    |                                 | Rosier Maserati 2 min 35 s 3     |                                  | Gendebien Ferrari 2 min 34 s 5 |
| 6e ligne  |                                  | Pos. 15                         |                                  | Pos. 14                          |                                |
|           |                                  | Manzon Gordini 2 min 36 s 0     |                                  | Silva Ramos Gordini 2 min 35 s 9 |                                |
| 7e ligne  | Pos. 18                          |                                 | Pos. 17                          |                                  | Pos. 16                        |
|           | Trintignant Bugatti 2 min 41 s 9 |                                 | Godia Maserati 2 min 40 s 4      |                                  | Perdisa Maserati 2 min 36 s 4  |
| 8e ligne  |                                  | Pos. 20                         |                                  | Pos. 19                          |                                |
|           |                                  | Simon Maserati 2 min 47 s 9     |                                  | Pilette Gordini 2 min 46 s 8     |                                |

- Bien que le meilleur temps des qualifications ait été accompli par Juan Manuel Fangio, c'est son coéquipier Peter Collins qui est à la corde de la première ligne, Fangio se retrouvant à l'extérieur (à gauche)[14]. Ceci est probablement dû au fait que Fangio avait emprunté la voiture de Collins pour la séance de qualification du jeudi. Dans certains ouvrages de référence (L'Année Automobile 1956-1957[3], L'Historique de la course automobile 1894-1978[15], Enciclopedia della Formula 1[16]), Collins est crédité de la pole position pour cette course.
- Une place en seconde ligne est restée vacante à la suite du retrait de la Vanwall de Colin Chapman, accidentée aux essais le jeudi. Cette voiture avait été créditée du cinquième meilleur temps des essais (temps réalisé par Harry Schell lors de la séance de qualifications du mercredi[13]).

## Déroulement de la course
Bien que le ciel soit couvert, il fait chaud et la piste est sèche lorsque le départ est donné le dimanche après-midi. S'élançant de la première ligne, les trois Ferrari de Peter Collins, Eugenio Castellotti et Juan Manuel Fangio se détachent immédiatement, poursuivies par la Vanwall d'Harry Schell. Stirling Moss (Maserati) a pris un bon départ depuis la troisième ligne, n'ayant personne devant lui à la suite du forfait de la Vanwall de Colin Chapman. Au cours du premier tour, Moss bataille avec Schell pour la quatrième place, mais dans la longue ligne droite la vitesse de pointe de la Vanwall permet à Schell de s'échapper. Au premier passage devant les tribunes, les trois Ferrari de tête passent groupées. Schell passe quatrième, légèrement distancé, mais le pilote américain va bientôt perdre du terrain, victime de problèmes de boîte de vitesses. Sur la seconde Vanwall, Mike Hawthorn cinquième, a pris le dessus sur Moss, dont le moteur ne semble pas délivrer toute sa puissance, maintenant talonné par son coéquipier Jean Behra. Au deuxième passage, les Ferrari, maintenant emmenées par Castellotti et Fangio qui ont tous deux dépassé Collins, ont nettement haussé le rythme ; elles comptent plusieurs secondes d'avance sur Hawthorn, désormais quatrième, qui précède Behra et Alfonso de Portago (Ferrari). Les ennuis de Moss l'ont fait rétrograder à la septième place, tandis que Schell, privé de sa deuxième vitesse, a chuté à la neuvième place derrière la Ferrari d'Olivier Gendebien. Fangio a accompli ce second tour à la moyenne record de 199,5 km/h !
Le trio de tête continue à se détacher de ses poursuivants, avec d'autant plus de facilité qu'Hawthorn ne semble pas au mieux de sa forme et ne se montre pas aussi performant qu'aux essais. Au cours du quatrième tour, Fangio prend la tête du groupe ; sans trop forcer, il impose alors un rythme régulier et soutenu, si bien qu'après seulement dix tours la course semble déjà jouée. Schell a abandonné sa voiture au stand à la fin du sixième tour, après avoir effectué un surrégime et Hawthorn, quatrième, est déjà relégué à treize secondes ; il n'a pas récupéré de sa participation aux 12 Heures de Reims (disputées de minuit à midi), et son allure s'en ressent. Il est rappelé au stand, aussitôt remplacé par Schell, qui repart en huitième position, derrière Portago, Gendebien, Behra et Moss qui sont passés entre-temps. Schell compte alors quarante-deux secondes de retard sur Fangio. Il a récupéré une monoplace en parfait état et va dès lors adopter un rythme très soutenu, plus rapide que celui des hommes de tête. On trouve alors cinq Ferrari aux cinq premières places, Fangio, Castellotti et Collins, toujours groupés, comptant environ trente secondes d'avance sur leurs coéquipiers Portago et Gendebien. Viennent ensuite les Maserati de Behra et Moss, mais celui, en difficulté depuis le départ, rejoint bientôt son stand, levier de vitesses cassé, et abandonne. Schell se retrouve septième et se lance à la poursuite de Behra, qu'il dépasse imparablement au seizième tour. Il menace maintenant les Ferrari de Portago et Gendebien, qui se laissent remonter d'autant plus facilement qu'au sein de la Scuderia on est persuadé que le pilote américain compte un tour de retard, le relais de Hawthorn étant passé inaperçu ! Au dix-huitième tour, Schell déborde facilement Gendebien. Trois boucles plus tard, il est quatrième, Portago ayant renoncé, boîte de vitesses cassée. Et la chasse continue. Schell améliore continuellement ses temps et au vingt-cinquième tour, il bat le record officiel, à plus de 200 km/h de moyenne. Il a maintenant les trois Ferrari de tête en ligne de mire. Au trentième passage, la jonction est faite, le pilote américain ayant tourné à plus de 201 km/h de moyenne, nouveau record.

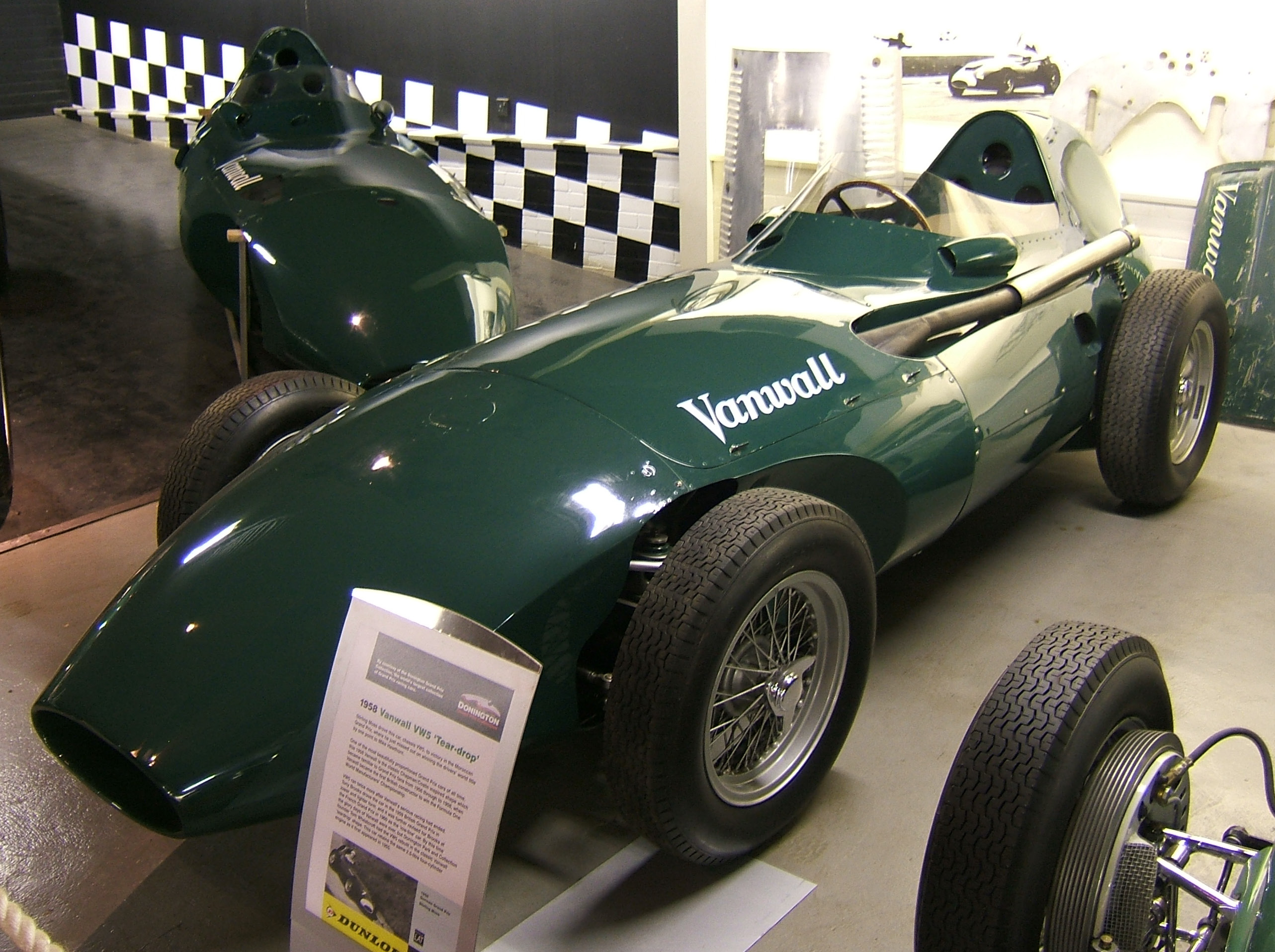
Les Vanwall, totalement redessinées pour la saison 1956, démontrent à Reims qu'elles sont désormais capables d'inquiéter les Ferrari sur les circuits rapides.

Fangio a réalisé la situation ; il accélère immédiatement et parvient à maintenir son avantage, contrairement à ses coéquipiers qui se font tous deux déborder au freinage de Thillois à la fin du trente-et-unième tour. Schell est second. Sous les acclamations du public, il tente d'aller chercher Fangio, mais ce dernier a suffisamment de ressources pour résister à cet assaut. Au passage suivant, le champion du monde a repris un peu de champ, ayant battu le record du tour à 202,6 km/h de moyenne. Castellotti, alors troisième, a également réagi et commence à revenir sur la Vanwall. Au tour suivant, Fangio enfonce le clou : tournant à 204,8 km/h de moyenne, il s'est nettement détaché de Schell, qui est sur le point d'être rattrapé par Castellotti et Collins. Au cours du trente-quatrième tour, Castellotti déborde la Vanwall, pour quelques instants seulement, Schell parvenant à reprendre la seconde place dans la longue ligne droite. Mais au début du tour suivant, Castellotti et Collins parviennent tous deux à déborder le pilote américain ; Schell tente à nouveau de reprendre son bien dans la ligne droite, mais désormais les deux pilotes de la Scuderia roulant côte à côte, s'entendent à bloquer le passage de la Vanwall. Tandis que Fangio accentue son avance, Castellotti et Collins se détachent alors progressivement de Schell, dont le moteur commence à perdre de la puissance. Et au trente-huitième tour, la Vanwall doit regagner son stand pour un changement de pompe d'injection, une intervention de cinq minutes qui va reléguer la monoplace britannique à la dernière place.
Toute menace est désormais écartée pour les pilotes de Ferrari, qui occupent les quatre premières places, Fangio toujours en tête précédant Castellotti, Collins et Gendebien. Behra est alors cinquième, à bonne distance, devant Moss qui a repris au treizième tour la voiture de son coéquipier Cesare Perdisa. Deux incidents vont toutefois troubler la sérénité de la Scuderia, Gendebien renonçant presque aussitôt, embrayage hors d'usage, tandis qu'une fuite d’essence va contraindre Fangio à un arrêt au stand pour faire réparer une conduite d'alimentation, laissant Castellotti et Collins en découdre pour la première place. Durant une dizaine de tours les deux hommes se livrent une lutte acharnée, jusqu'au cinquantième passage devant les tribunes quand leur directeur sportif leur enjoint de figer leurs positions, Collins étant alors en tête à cet instant. Le duel cesse immédiatement, Castellotti, respectant la consigne, restant désormais dans le sillage de son coéquipier. L'intérêt de la course se reporte sur la poursuite que livre Fangio, reparti quatrième, qui vise la troisième place de Behra. Sa fin de course est de toute beauté, mais malgré un dernier tour record à près de 205 km/h de moyenne, le champion du monde échoue à cinq secondes de la Maserati, tandis que Collins remporte sa deuxième victoire consécutive, avec trois dixièmes d'avance sur Castellotti, confortant ainsi sa position en tête du championnat. 

### Classements intermédiaires
Classements intermédiaires des monoplaces aux premier, deuxième, cinquième, dixième, quinzième, vingtième, vingt-cinquième, trentième, trente-deuxième, trente-cinquième, quarantième et cinquantième tours.

### Classement de la course
| Pos  | No | Pilote                       | Voiture  | Tours | Temps/Abandon                      | Grille | Points |
| ---- | -- | ---------------------------- | -------- | ----- | ---------------------------------- | ------ | ------ |
| 1    | 14 | Peter Collins                | Ferrari  | 61    | 2 h 34 min 23 s 4                  | 3      | 8      |
| 2    | 12 | Eugenio Castellotti          | Ferrari  | 61    | 2 h 34 min 23 s 7 (+ 0 s 3)        | 2      | 6      |
| 3    | 4  | Jean Behra                   | Maserati | 61    | 2 h 35 min 53 s 3 (+ 1 min 29 s 9) | 7      | 4      |
| 4    | 10 | Juan Manuel Fangio           | Ferrari  | 61    | 2 h 35 min 58 s 5 (+ 1 min 35 s 1) | 1      | 4      |
| 5    | 6  | Cesare Perdisa Stirling Moss | Maserati | 59    | 2 h 35 min 01 s 5 (+ 2 tours)      | 13     | 1      |
| 6    | 36 | Louis Rosier                 | Maserati | 58    | 2 h 37 min 03 s 5 (+ 3 tours)      | 12     |        |
| 7    | 40 | Francisco Godia              | Maserati | 57    | 2 h 34 min 55 s 4 (+ 4 tours)      | 17     |        |
| 8    | 32 | Hermano da Silva Ramos       | Gordini  | 57    | 2 h 35 min 42 s 6 (+ 4 tours)      | 14     |        |
| 9    | 30 | Robert Manzon                | Gordini  | 56    | 2 h 34 min 55 s 5 (+ 5 tours)      | 15     |        |
| 10   | 24 | Mike Hawthorn Harry Schell   | Vanwall  | 56    | 2 h 36 min 46 s 1 (+ 5 tours)      | 6      |        |
| 11   | 34 | André Pilette                | Gordini  | 55    | 2 h 35 min 18 s 4 (+6 tours)       | 19     |        |
| Abd. | 42 | André Simon                  | Maserati | 41    | Moteur                             | 20     |        |
| Abd. | 8  | Piero Taruffi                | Maserati | 40    | Moteur                             | 16     |        |
| Abd. | 44 | Olivier Gendebien            | Ferrari  | 38    | Embrayage                          | 11     |        |
| Abd. | 38 | Luigi Villoresi              | Maserati | 23    | Freins                             | 10     |        |
| Abd. | 16 | Alfonso de Portago           | Ferrari  | 20    | Boîte de vitesses                  | 9      |        |
| Abd. | 28 | Maurice Trintignant          | Bugatti  | 18    | Accélérateur                       | 18     |        |
| Abd. | 2  | Stirling Moss                | Maserati | 12    | Boîte de vitesses                  | 8      |        |
| Abd. | 22 | Harry Schell                 | Vanwall  | 5     | Moteur                             | 4      |        |
| Np.  | 26 | Colin Chapman                | Vanwall  |       | Accident aux essais                | 5      |        |

Légende:
- Abd.=Abandon - Np.=Non partant

### Pole position et record du tour
- Pole position :  Juan Manuel Fangio en 2 min 23 s 3 (vitesse moyenne : 208,558 km/h). Temps réalisé lors de la séance d'essais du jeudi 28 juin[13].
- Meilleur tour en course :  Juan Manuel Fangio en 2 min 25 s 8 (vitesse moyenne : 204,981 km/h) au soixante-et-unième tour.

#### Évolution du record du tour en course
Le record du tour fut amélioré six fois au cours de l'épreuve.

### Tours en tête
- Peter Collins : 15 tours (1 / 47-48 / 50-61)
- Eugenio Castellotti : 11 tours (2-3 / 39-46 / 49)
- Juan Manuel Fangio : 35 tours (4-38)

## Classement général à l'issue de la course
- attribution des points : 8, 6, 4, 3, 2 respectivement aux cinq premiers de chaque épreuve et 1 point supplémentaire pour le pilote ayant accompli le meilleur tour en course (signalé par un astérisque)
- Le règlement permet aux pilotes de se relayer sur une même voiture, les points éventuellement acquis étant alors partagés. En Argentine, Musso et Fangio marquent chacun quatre points pour leur victoire, Landi et Gerini marquent chacun un point et demi pour leur quatrième place. À Monaco, Collins et Fangio marquent chacun trois points pour leur seconde place, Castellotti un point et demi pour la quatrième place partagée avec Fangio, ce dernier ne pouvant cumuler avec les points de sa seconde place. En Belgique, Perdisa et Moss marquent chacun deux points pour leur troisième place. En France, les mêmes Perdisa et Moss marquent chacun un point pour leur cinquième place.

| Pos. | Pilote                 | Écurie       | Points | ARG | MON | 500 | BEL | FRA | GBR | ALL | ITA |
| ---- | ---------------------- | ------------ | ------ | --- | --- | --- | --- | --- | --- | --- | --- |
| 1    | Peter Collins          | Ferrari      | 19     | -   | 3   | -   | 8   | 8   |     |     |     |
| 2    | Jean Behra             | Maserati     | 14     | 6   | 4   | -   | -   | 4   |     |     |     |
| 3    | Juan Manuel Fangio     | Ferrari      | 13     | 5*  | 4*  | -   | -   | 4*  |     |     |     |
| 4    | Stirling Moss          | Maserati     | 12     | -   | 8   | -   | 3*  | 1   |     |     |     |
| 5    | Pat Flaherty           | Watson       | 8      | -   | -   | 8   | -   | -   |     |     |     |
| 6    | Eugenio Castellotti    | Ferrari      | 7,5    | -   | 1,5 | -   | -   | 6   |     |     |     |
| 7    | Sam Hanks              | Kurtis Kraft | 6      | -   | -   | 6   | -   | -   |     |     |     |
|      | Paul Frère             | Ferrari      | 6      | -   | -   | -   | 6   | -   |     |     |     |
| 9    | Luigi Musso            | Ferrari      | 4      | 4   | -   | -   | -   | -   |     |     |     |
|      | Mike Hawthorn          | Maserati     | 4      | 4   | -   | -   | -   | -   |     |     |     |
|      | Don Freeland           | Phillips     | 4      | -   | -   | 4   | -   | -   |     |     |     |
| 12   | Cesare Perdisa         | Maserati     | 3      | -   | -   | -   | 2   | 1   |     |     |     |
|      | Johnnie Parsons        | Kuzma        | 3      | -   | -   | 3   | -   | -   |     |     |     |
|      | Harry Schell           | Vanwall      | 3      | -   | -   | -   | 3   | -   |     |     |     |
| 15   | Olivier Gendebien      | Ferrari      | 2      | 2   | -   | -   | -   | -   |     |     |     |
|      | Hermano da Silva Ramos | Gordini      | 2      | -   | 2   | -   | -   | -   |     |     |     |
|      | Dick Rathmann          | Kurtis Kraft | 2      | -   | -   | 2   | -   | -   |     |     |     |
|      | Luigi Villoresi        | Maserati     | 2      | -   | -   | -   | 2   | -   |     |     |     |
| 19   | Chico Landi            | Maserati     | 1,5    | 1,5 | -   | -   | -   | -   |     |     |     |
|      | Gerino Gerini          | Maserati     | 1,5    | 1,5 | -   | -   | -   | -   |     |     |     |
| 21   | Paul Russo             | Kurtis Kraft | 1      | -   | -   | 1*  | -   | -   |     |     |     |

## À noter
- 2e victoire en championnat du monde pour Peter Collins.
- 23e victoire en championnat du monde pour Ferrari en tant que constructeur.
- 23e victoire en championnat du monde pour Ferrari en tant que motoriste.

- Voitures copilotées :
  - n° 6 : Cesare Perdisa (12 tours) et Stirling Moss (47 tours) qui se partagent les 2 points de la 5e place.
  - n° 24 : Mike Hawthorn (10 tours) et Harry Schell (46 tours).